# XXIII Festival Internacional de Cinema Fantàstic de Sitges
El XXIII Festival Internacional de Cinema Fantàstic de Sitges va tenir lloc a Sitges entre el 5 i el 13 d'octubre de 1990 sota la direcció de Joan Lluís Goas amb la intenció de promocionar el cinema fantàstic i el cinema de terror. En aquesta edició es van projectar algunes pel·lícules que esdevindrien icòniques.
Fou inaugurat al palau de Maricel i hi havia tres seccions, una competitiva (amb 18 pel·lícules, una informativa, i tres retrospectives: El cinema fantàstic de la Columbia, un homenatge a Segundo de Chomón i "Tresors fantàstics del cinema europeu". Les projeccions es van fer a la Societat El Retiro i al Casino Prado Suburense. I van visitar el festival Wes Craven i Robert Englund.

## Pel·lícules projectades

### Secció competitiva
- Henry: retrat d'un assassí en sèrie de John McNaughton
- Darkman de Sam Raimi [8]
- Mister Frost de Philippe Setbon /
- La pell que brilla de Philip Ridley /
- El poder d'un déu de Peter Fleischmann /
- Ta simadia tis nyhtas de Panos Kokinópulos
- Mamy Wata de Moustapha Diop
- Bride of Re-Animator de Brian Yuzna
- Hardware de Richard Stanley
- Frankenhooker de Frank Henenlotter
- S'ha acabat el joc de René Manzor
- Manôushe de Luiz Begazo
- Eternity de Steven Paul

### Secció informativa
- Nikita de Luc Besson [9]
- La voce della luna de Federico Fellini
- Basket Case 2 de Frank Henenlotter
- The Exorcist III de William Peter Blatty
- Flatliners de Joel Schumacher
- RoboCop 2 d'Irvin Kershner
- Shocker de Wes Craven
- Wild at Heart de David Lynch

## Jurat
El jurat internacional era format per Marianne Sägebrecht, Jesús Garay, Manuel Sanjulián, Clare Downs i Beppe Attene.

## Premis
Els premis d'aquesta edició foren:
| Categoria                                   | Premiat                                | Treball                             |
| ------------------------------------------- | -------------------------------------- | ----------------------------------- |
| Premi al millor director                    | Sam Raimi                              | Darkman                             |
| Premi al millor director                    | John McNaughton                        | Henry: retrat d'un assassí en sèrie |
| Premi a la millor pel·lícula                | Henry: retrat d'un assassí en sèrie    | John McNaughton                     |
| Premi al millor Curtmetratge                | Enric Folch i Soler                    | For God's Sake                      |
| Premi a la millor actriu                    | Lindsay Duncan                         | La pell que brilla                  |
| Premi al millor actor                       | Jeff Goldblum                          | Mister Frost                        |
| Premi al millor guió                        | Peter Fleischmann Jean-Claude Carrière | El poder d'un déu                   |
| Premi a la millor fotografia                | Dick Pope                              | La pell que brilla                  |
| Premi al millor banda sonora                | Jürgen Fritz                           | El poder d'un déu                   |
| Premi als millors efectes especials         | Larry Hamlin Tony Gardner              | Darkman                             |
| Premi del Jurat Internacional de la Crítica | Henry: retrat d'un assassí en sèrie    | John McNaughton                     |